# Ed Fries

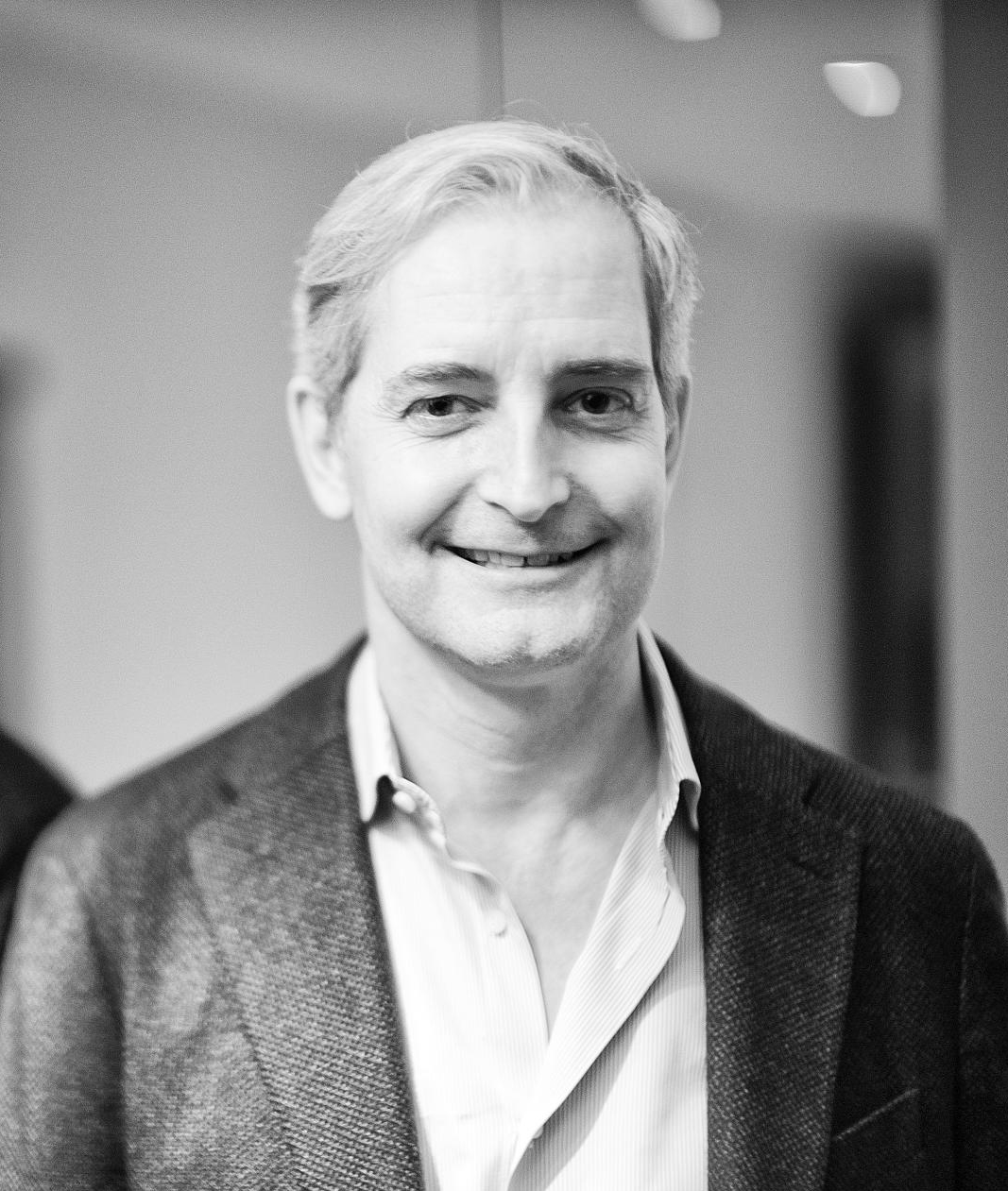
Ed Fries (2015)

Edward „Ed“ Fries (* 1964 in Bellevue, Washington) ist ein US-amerikanischer Manager, Berater und Spieleentwickler.

## Karriere
Von 1986 bis 2004 war Fries Vizepräsident von Microsoft. Er entwickelte dort die ersten Microsoft-Office-Produkte, bevor er Microsoft Game Studios initiierte und maßgeblich an der Entwicklung der Xbox beteiligt war. Microsoft Games Studios wuchs unter ihn von 50 auf über 1200 Mitarbeiter und publizierte über 100 Computerspiele. Er arbeitet als Berater für die Android-Konsole Ouya sowie die Spieleschmiede Animoca Brands. In den 1980er-Jahren begann er damit, Computerspiele für den Atari 800 zu entwickeln. Fries studierte Informatik am New Mexico Institute of Mining and Technology. Von 1986 bis 2004 arbeitete er für Microsoft. Seit Februar 2006 ist er im „Board of Commissioners“ des Smithsonian American Art Museum und Berater für Animoca Brands.
Fries sammelt alte Computer und konnte 2018 das weltweit erste ROM von einem Gran-Trak-10-Automaten wiederentdecken.